# Таловское сельское поселение (Воронежская область)
Таловское сельское поселение — муниципальное образование в Кантемировском районе Воронежской области.
Административный центр — село Талы.

## Административное деление
Состав поселения:
- село Талы,
- село Бугаевка,
- село Чехуровка.